# Heinz Parkus
Heinz Parkus (Viena, 31 de janeiro de 1909 – Viena, 18 de março de 1982) foi um físico austríaco, professor da Universidade Técnica de Viena.
Parkus iniciou sua carreira científica apenas em 1945, quando obteve um cargo de assistente em Viena em resistência dos materiais. obteve a habilitação em 1948 e foi em 1952 para os Estados Unidos, onde foi durante três anos professor na Universidade Estadual de Michigan.
Recebeu o Prêmio Erwin Schrödinger de 1979.

## Publicações selecionadas
- Instationäre Wärmespannungen, 1959
- Mechanik der festen Körper, Springer 1960 (2.ª edição 1966)
- Thermoelasticity, 1968
- Random Processes in Mechanical Sciences, 1969
- Magneto-Thermoelasticity, 1972